# جبالة لخميسي
جبالة لخميسي أو الخميسي، مدينة وبلدية تابعة إقليميا إلى دائرة قلعة بوصبع ولاية قالمة الجزائرية. تبعد عن عاصمة الولاية ب 13 كم، عدد سكانها 4487 نسمة (2008)، بها مسجد وابتادئيتين وعيادة وإكمالية، البلدية معروفة بنشاطها الفلاحي وخاصة الخضر كالطماطم، البطاطا، الفلفل، الزيتون والقمح معظم سكانها يمارسون أيضا تربية المواشي، يتميز إقليمها بطبيعة خلابة خاصة في فصل الربيع ومن أجمل أماكنها جبل تحممين والقارصة حيث أحيانا لايتسع المكان للسياح الذين يتهافتون عليها للتمتع بجمال طبيعتها.

## التسمية
سميت البلدية تيمنا بالشهيد جبالة لخميسي الذي خاض غمار الثورة التحريرية ويعتبر أحد أبطال هذه المنطقة كما يوجد إشكالا في تسمية هذا الشهيد من الناحية الإدارية فاسمه الحقيقي لخميسي ولقبه جبالة والوثائق التي تستخرج من البلدية بثلاثة أختام أي ثلاثة تسميات لخميسي، خميسي وأحيانا الخميسي بسبب تضارب التعريب وهو ما يعود على تسمية البلدية ككل.

## الجغرافيا

### الموقع الجغرافي
يحدها كل من:
- شمالا: قلعة بوصبع ونشامية
- جنوبا: وادي سيبوس
- شرقا: بني مزلين
- غربا: بومهرة أحمد

## التاريخ
من الجانب التاريخي فمعظم سكانها شاركوا في الثورة المجيدة ولهم بطولات كبيرة في جبل هوارة مدونة ومؤرخة في كتاب محفوظ.

## أحياء وقرى البلدية
- حي سيدي سمير (الزمزومة)
- حي الهندية
- حي الشرايفية (جرف لحمر)

## المنشآت القاعدية
- متوسطة عاشوري علي
- ثلاث مدارس ابتدائية
- مكتبة البلدية
- مركز الثقافي + فروع للتكوين المهني والتمهين
- ملعب جبالة لخميسي
- سوق أسبوعي
- مسجد عائشة أم المؤمنين في مقر البلدية وأخر في حي سلطاني الشابي
- موقف الحافلات والجرارات الخاص للبلدية
- ثكنة للحرس البلدي
- مقر البلدية
- المنشآت الرياضية :

1- ملعب بلدي مدعم بملحق رياضي جواري
2- ثلاثة ملاعب جوارية الأول في مقر البلدية الثاني بحي الهندية الثالث بحي سلطاني الشابي

## النشاط الرياضي
- دورة أسبوعي دائمة بين البلديات المجاورة

## وصلات أخرى

### وصلات داخلية
- ولاية قالمة